# Michael Vosse
Michael Vosse (20 de mayo de 1941-20 de enero de 2014) fue un periodista y publicista estadounidense, que fue publicista de A&M Records. Es más conocido como asistente de Brian Wilson durante la formación de Brother Records de The Beach Boys y la grabación del álbum Smile (1966-67). Su trabajo también incluyó un tiempo limitado como productor de televisión y narrador.

## Primeros años
El padre de Vosse fue un hombre que imprimió uno de los primeros libros en los Estados Unidos sobre la droga LSD. Al principio de su vida profesional, Vosse fue asistente de producción de televisión que actuaba como enlace entre compañías discográficas, músicos, otros artistas y «el underground». En la universidad, era amigo de David Anderle, quien más tarde se convirtió en el primer director de la compañía Brother Records de The Beach Boys. Según el biógrafo de The Beach Boys, Steven Gaines, Vosse también era «corredor a tiempo parcial» del periodista Jules Siegel.

## Asociación con Brian Wilson
Vosse fue presentado a Brian Wilson por el letrista de Smile, Van Dyke Parks. El publicista de The Beach Boys, Derek Taylor, hizo los arreglos para que Vosse, entonces reportero de una revista, entrevistara a Wilson para el próximo lanzamiento de su sencillo de finales de 1966 «Good Vibrations». El día después de su reunión, Wilson llamó a Vosse y le ofreció un trabajo para grabar sonidos de la naturaleza. Durante este tiempo, Vosse apareció con Wilson en The Lloyd Thaxton Show, y Wilson habló sobre los beneficios de comer vegetales.
The Beach Boys terminaron su contrato con Vosse en marzo de 1967, ya que los compañeros de banda de Wilson estaban resentidos por el hecho de que habían estado pagando el salario de un ayudante que trabajaba únicamente para Wilson. En 1969, Vosse escribió un artículo para Fusion que exponía su versión de la historia de Smile, y en 2004, apareció en el documental Beautiful Dreamer: Brian Wilson and the Story of Smile.

## Carrera posterior
Después de su asociación con The Beach Boys, Vosse trabajó para el comité del Monterey Pop Festival, y luego como asistente del vicepresidente de A&M Records, y estuvo involucrado con The Flying Burrito Brothers. El sello lo asignó para que los acompañara durante su infame gira por el país a fines de la década de 1960.

## Muerte
Vosse murió el 20 de enero de 2014.